# Jack Stephens
John Francis "Jack" Stephens (Chicago, Illinois, 18 de mayo de 1933-Peoria, Illinois, 31 de agosto de 2011) fue un jugador de baloncesto estadounidense que jugó una temporada en la NBA. Con 1,80 metros de estatura, lo hacía en la posición de base.

## Trayectoria deportiva

### Universidad
Jugó durante cuatro temporadas con los Fighting Irish de la Universidad de Notre Dame, en las que promedió 15,5 puntos por partido. Figura en la actualidad como vigésimo primer máximo anotador de la historia de la universidad, con 1.314 puntos. Ejerció de capitán en su última temporada, promediando 20,4 puntos por partido, superando al que hasta entonces era el máximo anotador de la historia de los Fighting Irish, Dick Rosenthal, siendo elegido por la Helms Foundation como All-American.

### Profesional
Fue elegido en la novena posición del Draft de la NBA de 1955 por St. Louis Hawks, donde jugó como titular más de 30 minutos por partido, promediando 10,3 puntos, 5,2 rebotes y 2,9 asistencias por encuentro.
Tras dos temporadas y media inactivo, fue traspasado en 1959 junto con Med Park a Cincinnati Royals a cambio de Si Green, pero no llegó a jugar con el equipo.

## Estadísticas de su carrera en la NBA

### Temporada regular
| Temporada | Edad | Equipo          | Liga | P  | TIT | MIN  | TC  | TCA | %TC  | 3P | 3PA | %3P | TL  | TLA | %TL  | R.OF. | R.DEF. | REB | ASIS | ROB | TAP | PER | FP  | PTS  |
| 1955-56   | 22   | St. Louis Hawks | NBA  | 72 |     | 30.8 | 3.4 | 8.9 | .386 |    |     |     | 3.4 | 5.0 | .692 |       |        | 5.2 | 2.9  |     |     |     | 2.0 | 10.3 |
| Total     |      |                 | NBA  | 72 |     | 30.8 | 3.4 | 8.9 | .386 |    |     |     | 3.4 | 5.0 | .692 |       |        | 5.2 | 2.9  |     |     |     | 2.0 | 10.3 |

### Playoffs
| Temporada | Edad | Equipo          | Liga | P | MIN | TCA | TC | 3PA | 3P | TLA | TL | R.OF. | REB | ASIS | ROB | TAP | PER | FP | PTS | %TC  | %3P | %FT  | MIN  | PTS | REB | AST |
| 1955-56   | 22   | St. Louis Hawks | NBA  | 7 | 116 | 12  | 41 |     |    | 15  | 25 |       | 23  | 9    |     |     |     | 9  | 39  | .293 |     | .600 | 16.6 | 5.6 | 3.3 | 1.3 |
| Total     |      |                 | NBA  | 7 | 116 | 12  | 41 |     |    | 15  | 25 |       | 23  | 9    |     |     |     | 9  | 39  | .293 |     | .600 | 16.6 | 5.6 | 3.3 | 1.3 |